# Seznam švicarskih tenisačev
Seznam švicarskih tenisačev.

## A
- Yves Allegro

## B
- Timea Bacsinszky
- George Bastl
- Antoine Bellier
- Belinda Bencic
- Stefania Boffa
- Stéphane Bohli
- Adrien Bossel

## C
- Marco Chiudinelli

## E
- Sandro Ehrat

## F
- Mirka Federer
- Roger Federer

## G
- Emmanuelle Gagliardi
- Viktorija Golubic
- Heinz Günthardt
- Markus Günthardt

## H
- Ivo Heuberger
- Martina Hingis
- Jakob Hlasek
- Marc-Andrea Hüsler

## I
- Ylena In-Albon

## K
- Xenia Knoll
- Michel Kratochvil
- Leonie Küng

## L
- Henri Laaksonen
- Michael Lammer

## M
- Stéphane Manai
- Lorenzo Manta
- Luca Margaroli
- Yann Marti
- Gerald Métroz
- Claudio Mezzadri
- Lara Michel
- Patrick Mohr

## N
- Céline Naef

## O
- Romina Oprandi

## P
- Conny Perrin

## R
- Leandro Riedi
- Marc Rosset

## S
- Lisa Sabino
- Amra Sadikovic
- Julie Sappl
- Jean-Claude Scherrer
- Patty Schnyder
- Dominic Stricker
- Lulu Sun

## T
- Jil Teichmann
- Aliénor Tricerri

## V
- Stefanie Vögele

## W
- Simona Waltert
- Stan(islas) Wawrinka